# Taraxacum semitubulosum
Taraxacum semitubulosum là một loài thực vật có hoa trong họ Cúc. Loài này được Jurtzev miêu tả khoa học đầu tiên.